# M. Agejev
M. Agejev (Russisch: М. Агеев), pseudoniem van Mark Lazarevitsj Levi (Russisch: Марк Ла́заревич Ле́ви) (Moskou, 1898 – Jerevan, 1973), was een Russisch schrijver bekend van de roman Cocaïne: een roman. Zijn ware identiteit kwam pas aan het eind van de 20e eeuw aan het licht.

## Biografie
Mark Lazarevitsj Levi werd geboren in een familie van rijke joodse handelaars. Ten tijde van de Russische Revolutie werkte hij als vertaler voor Arcos (All Russian Cooperative Society Ltd).
Nadien reisde hij af naar Frankrijk en Duitsland om in 1930 te emigreren naar Turkije, waar hij talen onderwees. In 1934 schreef hij, in het Russisch, Cocaïne: een roman, dat hij per post naar Nombres stuurde, een literair tijdschrift voor Russische émigrés in Parijs. Daar werd het gepubliceerd. In 1942 verliet Agejev Turkije, keerde hij terug naar de Sovjet-Unie en vestigde zich in Jerevan waar hij aan de universiteit docent Duits werd. Hij overleed er in 1973.

## Werk
Cocaïne: een roman geraakte na de oorspronkelijke publicatie in het Russisch in de vergetelheid en werd pas begin jaren 80 herontdekt en in het Frans gepubliceerd bij de uitgeverij Belfond en werd door de kritiek enthousiast onthaald. Het boek is ondertussen in meerdere talen vertaald. Over de identiteit van de schrijver was op dat ogenblik niets met zekerheid bekend. Slechts een tiental jaar later werd duidelijk wie de schrijver was. De enige andere bekende tekst van Agejev is de korte novelle Un sale peuple.
- Bibsys: 90564840
- Biblioteca Nacional de España: XX841179
- Bibliothèque nationale de France: cb118881712 (data)
- Digitale Bibliotheek voor de Nederlandse Letteren: agej001
- Gemeinsame Normdatei: 172576520
- International Standard Name Identifier: 0000 0001 1065 3492
- Library of Congress Control Number: n84035484
- Nationale Bibliotheek van Letland: 000165873
- Nationale Bibliotheek van Tsjechië: xx0003827
- Nationale Bibliotheek van Israël: 987007299891205171
- Nederlandse Thesaurus van Auteursnamen: 231386206
- LIBRIS: 31975
- Système universitaire de documentation: 026678659
- Virtual International Authority File: 61540706
- WorldCat: E39PBJh4xMBVbwRDdf6V8X8t8C